# Friedl Däuber
Friedl Däuber (Berchtesgaden, 5 gennaio 1911 – Berchtesgaden, 1º maggio 1997) è stato uno sciatore alpino tedesco.

## Palmarès

### Mondiali
- Oro a Cortina d'Ampezzo 1932 nello slalom.
- Bronzo a Mürren 1931 nello slalom.